# Saint-Préjet-d'Allier
Saint-Préjet-d'Allier is een gemeente in het Franse departement Haute-Loire (regio Auvergne-Rhône-Alpes) en telt 199 inwoners (1999). De plaats maakt deel uit van het arrondissement Brioude.

## Geografie
De oppervlakte van Saint-Préjet-d'Allier bedraagt 24,9 km², de bevolkingsdichtheid is 8,0 inwoners per km².
De onderstaande kaart toont de ligging van Saint-Préjet-d'Allier met de belangrijkste infrastructuur en aangrenzende gemeenten.

## Demografie
Onderstaande figuur toont het verloop van het inwonertal (bron: INSEE-tellingen).